# Łukasz Chotkowski
Łukasz Chotkowski (ur. 1981) – dramaturg, reżyser, scenarzysta, autor sztuk teatralnych. W 2024 roku otrzymał tytuł doktora sztuki filmowej i teatralnej. Wykładowca Akademii Teatralnej w Warszawie gdzie pełni funkcję prodziekana na Kierunku Reżyseria.

## Życiorys
Jest absolwentem Akademii Teatralnej w Warszawie.
Od 2006 był konsultantem programowym, a od 2008 do 2015 roku dramaturgiem w Teatrze Polskim w Bydgoszczy. Jest autorem szeregu adaptacji scenicznych wystawianych w reżyserii Maji Kleczewskiej, m.in. Fedry Eurypidesa, Marata/Sade’a wg Petera Weissa, Orestei Ajschylosa, Płatonowa Antoniego Czechowa, Babel, Podróży zimowej, Cienie. Eurydyka mówi Elfriede Jelinek, a także Burzy Williama Shakespeare’a, Szczurów Gerharta Hauptmanna (wspólny projekt Teatru Łaźnia Nowa w Krakowie 2014 i Teatru Powszechnego w Warszawie, 2015) i Dybuka (Teatr Żydowski w Warszawie). Za adaptację Sprawy Dantona, we współudziale i w reżyserii Pawła Łysaka, otrzymał nagrodę na festiwalu Klasyka Polska w Opolu (2009). Jest autorem tekstów teoretycznych o Sarah Kane, Marinie Abramović, rozmów z Elfriede Jelinek, a także cyklu esejów „Tylko to, co osobiste”.
Jest reżyserem, bardzo dobrze przyjętej przez krytykę, polskiej prapremiery tekstu dla teatru O zwierzętach (2008) Elfriede Jelinek, który został nagrodzony za debiut reżyserski na Festiwalu Prapremier w Bydgoszczy. Razem z Magdą Fertacz zrealizował w Lubuskim Teatrze w Zielonej Górze dokumentalny teatralno-muzyczny projekt Nikt nie byłby mną lepiej. Koncert oraz napisał „Fragmenty z życia małżeńskiego”.
Łukasz Chotkowski jest autorem sztuk: Niestąd (Dialog 3/2006), Performatyka motyli, Dziewczynka bez rąk oraz Pali mi usta. Był kuratorem festiwali: Express EC 47, Od-cienie polityki (2006, Warszawa) oraz Postdrama Project (2005, Warszawa) poświęconego teatrowi postdramatycznemu.
W roku 2010 zrealizował performance Fuga na telegrafy wg Paula Celana w Centrum Nauki Kopernik w Warszawie, a w 2007 roku performance 40 kg, ZRÓB TO SOBIE. I, podczas którego zamknął się w przeszklonej Galerii Kantorek w Bydgoszczy z 20 kg jabłek i 20 kg pomidorów. Impulsem do wykonania była śmierć z anorektycznego wycieńczenia modelki, która przez ostatni rok życia jadła jedynie pomidory i jabłka.
Członek stowarzyszenia „Galeria Le Madame”. Występuje w filmach Małgi Kubiak.
W 2023 opublikował wraz ze Zbigniewem Liberą książkę STOS ZDJĘĆ, wydaną w wydawnictwie Muzeum Sztuki Nowoczesnej w Warszawie. Stos zdjęć nie jest typowym albumem fotograficznym. Stos jest skomponowaną opowieścią, przeznaczoną do jednoczesnego oglądania i czytania. Stos zdjęć istnieje pomiędzy realnością a imaginacją.   
Książka jest prezentacją wybranych prac z archiwum Zbigniewa Libery, tworzonych od lat 60. XX wieku do dziś. Są w niej fotografie publikowane po raz pierwszy, fotografie stworzone specjalnie do tej publikacji oraz te powszechnie znane. Fotografiom towarzyszą teksty Łukasza Chotkowskiego wskazujące problemy transformacyjne, polityczne, społeczne, których obserwatorem był Zbigniew Libera.
Reżyser m.in. spektakli O zwierzętach według Elfriede Jelinek, Łaknąć według Sarah Kane, Tkacze, Teraz, Arystokraci (Komuna Warszawa), polsko-indyjskiej koprodukcji Strachu NIE MA (IAM/Teatr Powszechny Warszawa/Kashba Kalkuta). Prowadził warsztaty dramaturgiczne i reżyserskie w szkołach teatralnych, na uniwersytetach i w teatrach, m.in. w Delhi i Kalkucie (Indie), Lwowie (Ukraina), University of New Mexico (USA). Autor rozmów z Elfriede Jelinek (publikowanych w „Dwutygodniku” i w pracach zbiorowych), tekstów drukowanych w „Dialogu”, książki Męskość (2019), adaptacji i scenariuszy scenicznych do ponad trzydziestu spektakli teatralnych.

## Teatr
- 2019: Hamlet/ГАМЛЕТ – dramaturgia, scenariusz sceniczny, Teatr Polski, Poznań
- 2018: Bachantki – dramaturgia, scenariusz sceniczny, Teatr Powszechny im. Zygmunta Hübnera, Warszawa
- 2018: Jak wam się podoba – dramaturgia, scenariusz, Teatr im. Stefana Żeromskiego, Kielce
- 2018: Pod presją – dramaturgia, scenariusz sceniczny, Teatr Śląski im. Stanisława Wyspiańskiego, Katowice
- 2017: Golem – dramaturgia, scenariusz sceniczny, Teatr Żydowski im. Estery Rachel i Idy Kamińskich, Warszawa
- 2017: Malowany ptak – dramaturgia, scenariusz sceniczny, Teatr Żydowski im. Estery Rachel i Idy Kamińskich, Warszawa oraz Teatr Polski, Poznań
- 2016: Strachu nie ma – reżyseria, Teatr Powszechny im. Zygmunta Hübnera, Warszawa
- 2016: Wściekłość – dramaturgia, scenariusz sceniczny, Teatr Powszechny im. Zygmunta Hübnera, Warszawa
- 2015: Dybuk – dramaturgia, scenariusz, Teatr Żydowski im. Estery Rachel i Idy Kamińskich, Warszawa
- 2015: Szczury – dramaturgia, scenariusz sceniczny, Teatr Powszechny im. Zygmunta Hübnera, Warszawa
- 2014: Szczury – dramaturgia, scenariusz sceniczny, Teatr Łaźnia Nowa, Kraków
- 2014: Nikt nie byłby mną lepiej. Koncert – reżyseria, Lubuski Teatr im. Leona Kruczkowskiego, Zielona Góra
- 2014: Cienie. Eurydyka mówi – dramaturgia, scenariusz sceniczny, Teatr Polski im. Hieronima Konieczki, Bydgoszcz
- 2013: Podróż zimowa – dramaturgia, scenariusz, Teatr Polski im. Hieronima Konieczki, Bydgoszcz oraz Teatr Powszechny w Łodzi, Łódź
- 2013: Bracia i siostry – dramaturgia, scenariusz, Teatr im. Jana Kochanowskiego, Opole
- 2012: Matki/Błagalnice. Koncert śmierci – reżyseria, Teatr im. Stefana Jaracza, Olsztyn
- 2012: Oresteja – opracowanie tekstu, Teatr Narodowy, Warszawa
- 2012: Burza – dramaturgia, scenariusz sceniczny, Teatr Polski im. Hieronima Konieczki, Bydgoszcz
- 2011: Nocny portier – adaptacja, reżyseria, Teatr im. Jana Kochanowskiego, Opole
- 2011: Hekabe – adaptacja, reżyseria, Teatr Polski im. Hieronima Konieczki, Bydgoszcz
- 2010: Babel – adaptacja, dramaturgia, Teatr Polski im. Hieronima Konieczki, Bydgoszcz
- 2009: Olga Tokarczuk z Wałbrzycha – adaptacja, reżyseria, Teatr Dramatyczny im. Jerzego Szaniawskiego, Wałbrzych
- 2009: Płatonow – adaptacja, dramaturgia, Teatr Polski im. Hieronima Konieczki, Bydgoszcz
- 2009: Marat/Sade – praca nad tekstem, Teatr Narodowy, Warszawa
- 2009:	Łaknąć – reżyseria, Teatr Polski im. Hieronima Konieczki, Bydgoszcz
- 2008: Cherry blossom – dramaturg, Teatr Polski im. Hieronima Konieczki, Bydgoszcz
- 2008: Sprawa Dantona – dramaturgia, Teatr Polski im. Hieronima Konieczki, Bydgoszcz
- 2008: O zwierzętach – opracowanie tekstu, reżyseria, Teatr Polski im. Hieronima Konieczki, Bydgoszcz
- 2007: Szklana menażeria – dramaturg, Teatr Współczesny, Szczecin
- 2006: Fedra – asystent reżysera, Teatr Narodowy, Warszawa

Źródło: Encyklopedia Teatru Polskiego.

## Nagrody
- 2008: Festiwal Prapremier w Bydgoszczy – nagroda za debiut reżyserski O zwierzętach w Teatrze Polskim w Bydgoszczy
- 2009: XXXIV Opolskie Konfrontacje Teatralne "Klasyka Polska" – nagroda za adaptację (wspólnie z Pawłem Łysakiem) dramatu Sprawa Dantona w Teatrze Polskim w Bydgoszczy
- 2013: 12. Festiwal Prapremier – Grand Prix dla zespołu aktorskiego i realizatorów przedstawienia Podróż zimowa
- 2014: Leon Dziennikarzy dla najlepszego przedstawienia sezonu 2013/2014 – Nikt nie byłby mną lepiej. Koncert

Źródło: Encyklopedia Teatru Polskiego.